# Don't Get Personal (film 1922)
Don't Get Personal è un film muto del 1922 diretto da Clarence G. Badger. Sceneggiato da Doris Schroeder su un soggetto accreditato a I.R.Ving che, probabilmente, nasconde il nome di Irving G. Thalberg, il film era interpretato da Marie Prevost, George Nichols, Roy Atwell, T. Roy Barnes, Daisy Jefferson, Del Lorice.

## Trama

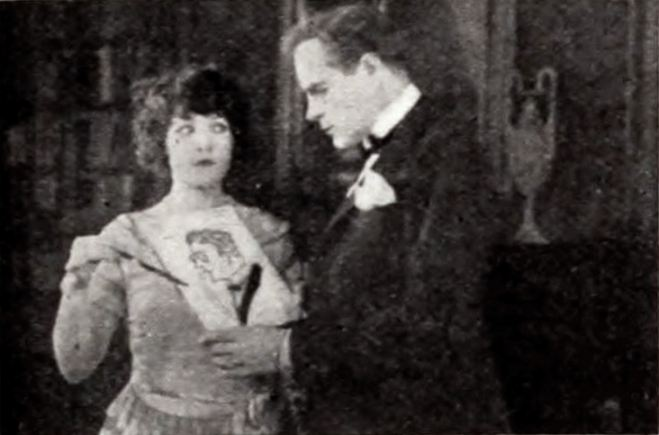
Marie Prevost e T. Roy Barnes

Patricia Parker, una chorus girl di Broadway, dietro suggerimento del padre lascia l'ambiente teatrale per rifugiarsi in campagna, nella proprietà di Silas Wainwright, vecchio amico di famiglia. Qui, fa amicizia con Horace, un giovane corteggiatore di Emily, la figlia di Wainwright. Il giovanotto si trova nei guai perché è coinvolto in una relazione con Maisie Morrison, la fatalona del villaggio. John Wainwright, figlio di Silas e fratello di Emily, noto misogino, è geloso del legame che si è creato tra Patricia e Horace e, quando vede che lei trascina Horace via da una festa, credendo che i due stiano fuggendo insieme (in realtà, lei vuole tenere il ragazzo lontano da Maisie), aggredisce Horace. Interviene Silas che, ritenendo Patricia colpevole di tutto quel chiasso, le intima di tornarsene a Broadway. John prende le difese della ragazza e, alla fine, Silas dà la sua benedizione non solo alla coppia formata da Horace ed Emily, ma anche a quella di John e Patricia.

## Produzione
La lavorazione del film, prodotto dalla Universal Film Manufacturing Company, iniziò nel novembre 1921.
Motion Picture News del 12 novembre 1921 riportava che il produttore Irving G. Thalberg aveva scritto un nuovo film per Marie Prevost intitolato The Frisky Flapper (titolo che era cambiato in seguito in Cupido Incog). Le riprese sarebbero iniziate a Universal City, in California, non appena Prevost avesse terminato A Parisian Scandal). Quando il film venne distribuito nel gennaio del 1922, il titolo era cambiato di nuovo in Don't Get Personal e il nome di Thalberg era stato abbreviato in I. R. Ving.

## Distribuzione
Il copyright del film, richiesto dalla Universal Film Manufacturing Co., fu registrato il 5 gennaio 1922 con il numero LP17439.
Distribuito dalla Universal Film Manufacturing Company e presentato da Carl Laemmle, il film uscì nelle sale cinematografiche statunitensi il 16 gennaio 1922 dopo essere stato presentato in prima a New York probabilmente il 1º gennaio.
Non si conoscono copie ancora esistenti della pellicola che viene considerata presumibilmente perduta.